# Медина, Харольд
Ха́рольд Джо́шуа Меди́на (исп. Harold Joshua Medina; род. 30 января 2002, Блуфилдс) — никарагуанский футболист, полузащитник клуба «Реал Эстели» и сборной Никарагуа.

## Карьера

### Клубная карьера
Медина дебютировал в Лиге Примере за «Реал Эстели» 22 августа 2019 года в матче против клуба «Депортиво Лас Сабаньяс»; матч закончился победой «Реала Эстели» со счётом 3:0 16 августа 2020 года в матче против клуба «Ювентус Манагуа» забил свой первый гол в чемпионате; матч закончился победой «Реал Эстели» со счётом 4:1.

### Карьера в сборной
Медина играл за сборные Никарагуа до 17 лет и до 20 лет. 11 октября 2020 года дебютировал за сборную Никарагуа в товарищеском матче со сборную Гондураса; матч закончился со счётом 1:1.

## Достижения
«Реал Эстели»
- Чемпион Никарагуа (5) : Апертура 2019, Клаусура 2020, Апертура 2020, Апертура 2022, Клаусура 2023
- Обладатель Кубка Никарагуа (1) : 2023